# Ciclismo nos Jogos Pan-Americanos de 2011 - Keirin masculino
A competição do Keirin masculino foi um dos eventos do ciclismo de pista nos Jogos Pan-Americanos de 2011 em Guadalajara. Foi disputada no Velódromo Pan-Americano no dia 20 de outubro.

## Calendário
Horário local (UTC-6).
| Data          | Horário | Fase            |
| ------------- | ------- | --------------- |
| 20 de outubro | 10:00   | Primeira rodada |
| 20 de outubro | 10:20   | Repescagem      |
| 20 de outubro | 16:35   | Final           |

## Medalhistas
| Ouro   | COL Fabián Puerta   |
| Prata  | VEN Hersony Canelón |
| Bronze | ARG Leandro Botasso |

## Resultados

### Primeira rodada
Os dois primeiros ciclistas de cada bateria se classificaram para a final. Os perdedores se classificaram para a repescagem.
| Pos. | Bateria | Ciclista            | País               | Obs. |
| ---- | ------- | ------------------- | ------------------ | ---- |
| 1    | 1       | James Watkins       | USA Estados Unidos | Q    |
| 2    | 1       | Fabián Puerta       | COL Colômbia       | Q    |
| 3    | 1       | Alejandro Mainat    | CUB Cuba           |      |
| 4    | 1       | Rubén Horta         | MEX México         |      |
| 1    | 2       | Hersony Canelón     | VEN Venezuela      | Q    |
| 2    | 2       | Leandro Botasso     | ARG Argentina      | Q    |
| 3    | 2       | Flávio Cipriano     | BRA Brasil         |      |
| 4    | 2       | Cristopher Mansilla | CHI Chile          |      |

### Repescagem
Os dois melhores ciclistas se classificaram para a final.
| Pos. | Ciclista            | País       | Obs. |
| ---- | ------------------- | ---------- | ---- |
| 1    | Cristopher Mansilla | CHI Chile  | Q    |
| 2    | Flávio Cipriano     | BRA Brasil | Q    |
| 3    | Rubén Horta         | MEX México |      |
| 4    | Alejandro Mainat    | CUB Cuba   |      |

### Final
| Pos.              | Ciclista            | País               | Obs. |
| ----------------- | ------------------- | ------------------ | ---- |
| Medalha de ouro   | Fabián Puerta       | COL Colômbia       |      |
| Medalha de prata  | Hersony Canelón     | VEN Venezuela      |      |
| Medalha de bronze | Leandro Botasso     | ARG Argentina      |      |
| 4                 | James Watkins       | USA Estados Unidos |      |
| 5                 | Cristopher Mansilla | CHI Chile          |      |
| 6                 | Flávio Cipriano     | BRA Brasil         |      |

Legenda
| Recorde mundial                  | Recorde mundial (World record)               |                       | Recorde africano                      | Recorde africano (African) |                                           | Q | Classificado por posição (Qualified) |
| Recorde dos Jogos Pan-Americanos | Recorde pan-americano (Pan-American record)  | Recorde da América    | Recorde da América (Americas)         | q                          | Classificado por melhor tempo (Qualified) |   |                                      |
| Melhor marca do ano              | Melhor marca do ano (World leading)          | Recorde asiático      | Recorde asiático (Asian)              | DNS                        | Não largou (Did not start)                |   |                                      |
| Recorde nacional                 | Recorde nacional (National record)           | Recorde europeu       | Recorde europeu (European)            | DNF                        | Não terminou (Did not finish)             |   |                                      |
| Recorde pessoal                  | Recorde pessoal do atleta (Personal best)    | Recorde da Oceania    | Recorde da Oceania (Oceania)          | DSQ / DQ                   | Desclassificado (Disqualified)            |   |                                      |
| Recorde da temporada             | Recorde da temporada do atleta (Season best) | Recorde sul-americano | Recorde sul-americano (South America) | NM                         | Sem marca (No mark)                       |   |                                      |